# Kildare County F.C.
Kildare County F.C. (irl. Cumann Peile Chontae Chill Dara) – irlandzki klub piłkarski założony w 2002 roku. Pochodził z Newbridge. Został rozwiązany w 2009 z powodu problemów finansowych.